# هاري ديفيس (لاعب كرة قاعدة أمريكي)
هاري ديفيس (بالإنجليزية: Harry Davis)‏ هو لاعب كرة قاعدة أمريكي، ولد في 7 مايو 1908 في شريفبورت في الولايات المتحدة، وتوفي بنفس المكان في 3 مارس 1997.

## وصلات خارجية
- هاري ديفيس (لاعب كرة قاعدة أمريكي) على موقع دوري كرة القاعدة الرئيسي (الإنجليزية)
- هاري ديفيس (لاعب كرة قاعدة أمريكي) على موقعبيزبول رفرنس.كوم (الدوري الرئيسي) (الإنجليزية)
- هاري ديفيس (لاعب كرة قاعدة أمريكي) على موقعبيزبول رفرنس.كوم (الدوري الثانوي) (الإنجليزية)